# Linia kolejowa nr 994
Linia kolejowa 994 – drugorzędna, jednotorowa, niezelektryfikowana linia kolejowa, łącząca rejony SPB17 i SPB15 stacji Szczecin Port Centralny.
Linia w całości została uwzględniona w kompleksową i bazową towarową sieć transportową TEN-T.